# Andrew York (guitarrista)
Andrew York (1958) es un guitarrista clásico y compositor estadounidense, ganador del premio GRAMMY.
Ha demostrado su extraordinario talento y versatilidad como músico en diversos estilos: guitarra eléctrica en un quinteto de jazz, guitarra clásica con Los Angeles Guitar Quartet, incluso laúd con la USC Early Music Ensemble.
Además de su carrera en solitario, grabando y realizando sus propias composiciones, las colaboraciones recientes de Andrew incluyen proyectos con Andy Summers, Mathieu Allaudin, Dai Kimura, y Kado Mitsuko.
El calendario de la gira de Andrew ha incluido conciertos en treinta países. Él tiene más de 50 obras publicadas para guitarra en sus muchas variedades: solo, dúo, trío, cuarteto y conjunto. Ha aparecido en 3 DVD, ha grabado o actuado como solista en más de 10 discos compactos, y ha publicado una obra en tres volúmenes sobre el estudio del jazz en profundidad para los guitarristas clásicos. Andrew toca en 10 grabaciones con Los Angeles Guitar Quartet incluyendo el ganador del premio GRAMMY "Guitar Heroes" (2005). Su Cd en solitario incluye: Perfect Sky (1986), Denouement (1994), Into Dark (1997), California Breeze (2006) y Hauser Sessions (2007). Sus composiciones y arreglos para guitarra le han otorgado el reconocimiento tanto entre los músicos y el público. John Williams (guitarrista), Christopher Parkening, y Sharon Isbin han incluido sus composiciones en su programa de conciertos en todo el mundo. 

## Biografía
Andrew nació en 1958 en Atlanta, Georgia y creció en Virginia. Recibió el Bachelor of Music degree in Classical Guitar Performance en 1980 en la Universidad James Madison y completó su Maestría en Música en la Universidad del Sur de California en 1986, ambos grados magna cum laude. Él fue el destinatario de numerosos premios y becas de la USC, entre ellos el de Jack Marshall Memorial de Becas y la beca Del Amo Foundation Grant para Estudios en España. Andrew es el único exalumnos en la historia de la USC que ha recibido el Premio de Distinción de Antiguos Alumno en dos ocasiones, en 1997 como miembro del Los Angeles Guitar Quartet, y nuevamente en 2003 por su carrera musical en solitario.
Andrew York utiliza guitarras diseñadas por David diaria y cuerdas La Bella.

## Discografía

### En Solitario
- Perfect Sky (1986)
- Dénouement (1994)
- Into Dark (1997)
- Hauser Sessions (2004)
- Centerpeace (2010)

### Con LAGQ
- Guitar Recital
- Dances from Renaissance to Nutcracker
- Evening in Granada
- Labyrinth (LAGQ album)
- For Thy Pleasure
- The Best of LAGQ
- L.A.G.Q.
- Air and Ground
- LAGQ: Latin
- Guitar Heroes
- Spin (LAGQ album)

### Colaboraciones, Compilaciones
- Windham Hill Records: Guitar Sampler (1988)
- Legends of Guitar (Rhino, 1991)
- An Evening with International Guitar Night (Favored Nations, 2004) with Guinga, Brian Gore, and Pierre Bensusan

## DVD
- Contemporary Classic Guitar from Mel Bay, Inc.
- LAGQ Live ! from Mel Bay, Inc.
- Primal Twang (Winner of BEST DOCUMENTARY, Rome International Film Festival, 2010)

## Libros
- Jazz for Classical Cats I: Harmony (method book w/CD)
- Jazz for Classical Cats II: Chord/Melody (method book w/CD)
- Jazz for Classical Cats III: Improvisation (method book w/CD)